# Isla de Leyte
Leyte es una isla filipina localizada en el grupo de las Bisayas. Se encuentra al norte de la isla de Mindanao y al sudoeste de la isla de Sámar. Se trata de la octava isla más grande y la sexta más poblada de Filipinas, con una población total de 2 626 970 personas, según el censo de 2020.
Dado que la accesibilidad de la tierra se ha agotado, un número incontable de migrantes ha salido de Leyte hacia Mindanao. La mayoría de los habitantes de Leyte son agricultores, y la pesca es una actividad complementaria. El arroz y el maíz son los principales cultivos alimentarios, mientras que los cultivos comerciales son el coco, abacá, tabaco, plátanos y caña de azúcar. Hay algunos depósitos de manganeso y en el noroeste se extraen arenisca y caliza. La isla también destaca por sus centrales geotermoeléctricas, ubicadas cerca de Ormoc.
Políticamente, la isla está dividida en dos provincias: Leyte Septentrional y Leyte Meridional. Territorialmente, Leyte Meridional incluye la isla de Panaon al sur. Al norte de Leyte se encuentra la provincia insular de Biliran, una antigua subprovincia de Leyte.
Las ciudades más importantes y pobladas de Leyte son Tacloban, en la costa este, en la esquina noroeste del golfo de Leyte, y Ormoc, en la costa oeste.

## Geografía
La isla mide aproximadamente 180 km de norte a sur y aproximadamente 65 km en su punto más ancho. En el norte casi se une a la isla de Sámar, separada por el Estrecho de San Juanico, que llega a medir tan solo 2 km en algunos puntos. La provincia insular de Biliran, al norte de Leyte, está unida a la isla de Leyte por un puente que cruza el estrecho de Biliran. Al sur, Leyte está separada de Mindanao por el Estrecho de Surigao. Al este, Leyte está algo distanciada del Mar de Filipinas del Océano Pacífico, Sámar al noreste y las Islas Dinagat al sureste, formando el Golfo de Leyte. Al oeste se encuentra el Mar de Camotes.
Leyte es en su mayor parte montañosa y boscosa, pero el valle de Leyte, en el noreste de la isla, cuenta con mucha actividad agrícola.

## Historia

Mapa de la isla de Leyte de 1933

### Período prehispánico
La isla era conocida por los exploradores españoles del siglo XVI como Tandaya. Su población creció rápidamente después de 1900, especialmente en los valles de Leyte y Ormoc. En otro tiempo, en la isla se encontraba Mairete, una comunidad histórica gobernada por Datu Ete. Antes de ser colonizada por España, la isla estuvo habitada por grupos indígenas animistas samareños y leyteños. A principios del siglo XVII, el padre Ignacio Alcina registró una epopeya local en la que un tal Datung Sumanga de Leyte cortejaba a la princesa Bugbung Humasanum de Bohol asaltando la China imperial y, tras su matrimonio, fueron los precursores de un reino local.

### Período colonial
Leyte en ocasiones era nombrada como Ceylán en los primeros mapas españoles de Filipinas y en el siglo XVIII, había en ella 38 familias filipinas españolas y 7 678 familias nativas.

### Segunda Guerra Mundial
Leyte es más conocida por su papel en la reconquista de Filipinas (Campaña de Filipinas (1944-45)) en la Segunda Guerra Mundial (Guerra del Pacífico). Los japoneses utilizaron la provincia como centro de esclavitud sexual. Algunos sitios de esclavitud sexual incluyeron Tacloban y Burauen, donde los japoneses secuestraron a niñas, adolescentes y adultos jóvenes y los obligaron a convertirse en esclavos sexuales bajo el brutal sistema de "mujeres de solaz". El 20 de octubre de 1944, el general Douglas MacArthur desembarcó en Leyte, pero los japoneses continuaron resistiendo fuertemente en la batalla de Leyte. La convergencia de las fuerzas navales resultó en la batalla del golfo de Leyte de cuatro días, la batalla naval más grande de la historia. Durante la Segunda Guerra Mundial, la isla fue parte de una gran base de la Marina de los EE. UU., la Base Naval Leyte-Sámar.

## Administración política
La isla se divide en dos provincias diferentes: Leyte del Norte y Leyte del Sur, siendo parte de esta última la isla de Panaón. Al norte de Leyte se encuentra la provincia insular de Biliran, una antigua subprovincia de Leyte.